# Langfjorden (Skjervøy)
 For alternative betydninger, se Langfjorden. (Se også artikler, som begynder med Langfjorden)
Langfjorden er en fjord der går ind på sydsiden af øen Arnøya i Skjervøy kommune i Troms og Finnmark fylke  i Norge. Fjorden har indløb mellem Innerbergneset i vest og Haugnesodden i øst og går 8,5 kilometer mod nord til Langfjordbotn.
Bygden på østsiden af fjorden hedder Langfjorden og er tyndt befolket. Den lille bygd Akkarfjord hører sammen med bygden Akkarvik og ligger på vestsiden af fjorden ved indløbet. Herfra går Akkarvika mod nordvest ind til bygden Akkarvik. Længere inde i fjorden er der ingen bebyggelse. 
Fylkesvej 347 (Troms) går langs hele østsiden af fjorden, mens Fylkesvej 348 (Troms) går langs vestsiden.